# Nuestra época
Nuestra época (inglés: Tiny Times 1, chino: 小时代, pinyin: xiǎo shí dài) es una película juvenil urbana estrenada en 2013, adaptada de la saga de novelas homónimas del autor chino Guo Jing-ming.
Fue coproducida por las empresas chinas Helichenguang International Culture Media Co., Ltd., EE-Media Co., Ltd. y Star Ritz Productions Co.,Ltd. Asimismo, fue distribuida por Le Vision Pictures Co., Ltd. y Desen International Media Co., Ltd.
Esta fue la primera incursión de Guo Jingming en la industria del cine y la televisión como guionista y empresario. Está protagonizada por Yang Mi, Ko Chen-tung, Amber Kuo, Rhydian Vaughan (Feng Xiaoyue), Kuo Bea-ting (Bea Hayden), Sie Yi-lin (Evonne Hsieh) y Chen Xue-dong (Cheney Chen). La trama es la adaptación de la primera parte de la novela y del manhua Nuestra época 1.5: Los árboles verdes (chino:小时代1.5青木时代, pinyin: xiǎo shí dài 1.5 qīng mù shí dài).
La película sigue la vida de cuatro universitarias de Shanghái: Lin Xiao (Yang Mi), Gu Li (Amber Kuo), Nan Xiang (Guo Bea-ting) y Tang Wanru (Evonne Sie). Destacan especialmente las prácticas de Lin Xiao en una empresa y la relación intermitente de Gu Li con su novio Gu Yuan, y culmina con un concurso de diseño de moda que refuerza la amistad entre las cuatro y resulta todo un éxito.
Esta primera película se rodó al mismo tiempo que su segunda parte: Nuestra época: Los árboles verdes (chino: 小时代: 青木时代, pinyin: xiǎo shídài: qīng mù shí dài). El 9 de septiembre de 2012 se llevó a cabo una rueda de prensa y el rodaje comenzó el 17 de noviembre del mismo año en Shanghái y finalizó el 3 de febrero del año siguiente. La película se estrenó el 27 de junio de 2013 en China continental, y el 19 de julio del mismo año en Taiwán.

## Trama
La historia tiene lugar en una Shanghái de prosperidad económica donde las protagonistas Lin Xiao, Nan Xiang, Gu Li y Tang Wanru, que comparten una profunda amistad desde pequeñas, se enfrentan al reto de integrarse en la sociedad y en la vida adulta. Aun contando con diferentes valores y perspectivas de vida, las jóvenes conviven en la misma residencia estudiantil, donde se apoyan mutuamente. Esto se ve interrumpido cuando, repentinamente, se topan con una vida universitaria en la que la tranquilidad comienza a disiparse en una profunda neblina de desafíos constantes.
Lin Xiao se enfrenta al ajetreo de las prácticas laborales y al concurso de diseño de moda, organizado por su empresa de prácticas “M. E.” en colaboración con su universidad. La empresa elige a Lin Xiao como encargada de este evento, mientras que, por parte de la universidad, se encarga su amiga Gu Li. Juntas, las dos están muy ocupadas y bajo presión para organizar la competición. A Lin Xiao se le ocurre la descabellada idea de construir un escenario al lado del río, pero Gu Li parece tener su propio plan… Mientras tanto, Tang Wanru conoce a su media naranja y hace todo lo posible por acercarse a él. A su vez, Nan Xiang no deja de esforzarse para poder participar en el concurso de diseño de moda.
Sus aparentemente apacibles vidas estudiantiles se ven interrumpidas por numerosos sucesos inesperados que las obligan a tomar decisiones difíciles.

## Traducción del chino
Esta página de Wikipedia ha sido traducida del chino al español por los siguientes alumnos de la Universidad de Granada: Yufan Bai, Tomás Francisco Carmona Heinberg, Shiqi Chen, Kexin Deng, Irene Dreibholz Ruiz, Maria Ferrer Lledó, Almudena Jódar Barbero, Yingqiao Liu, Yiran Liu, Yufeng Liu, Luis Ángel Pastor Fernández, Runjia Wang, Zhou Wanxuan, Yitong Wu, Hanyu Zhan, Hui Lin Zhang y Yutong Zhang.